# Stolová hora (Kapské Město)

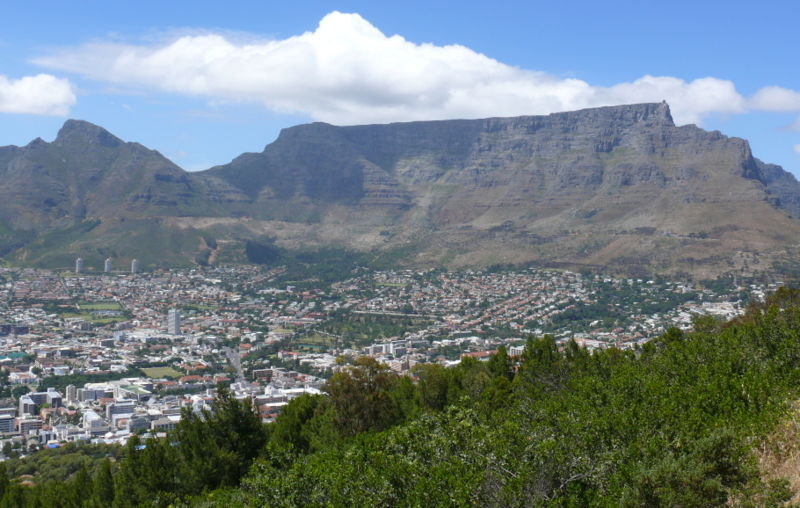
Pohled od Signal Hill

Stolová hora (též Tabulová hora, anglicky Table Mountain, afrikánsky Tafelberg), namašsky Huri ‡oaxa), kojsansky Hoerikwaggo (Hora v moři) je hora s plochým vrcholem ležící nad Kapským Městem v Jihoafrické republice. Jedná se o významnou turistickou atrakci, kterou podpořila i stavba lanové dráhy vedoucí k vrcholu. Hora se nachází ve stejnojmenném národním parku Table Mountain National Park (součást světového přírodního dědictví UNESCO v rámci položky „chráněná území Kapské květenné říše“).

## Geografie
Hlavním rysem Stolové hory je téměř 3 km dlouhý útes tvořící stěny hory. Table Mountain se zvedá 1086 m nad malou, 10 km širokou zátokou Table Bay. Při jasném počasí je viditelná ze vzdálenosti až 200 km. V historii byla vrcholová plošina větší. Eroze však způsobila částečný rozpad a tím vytvořila okolní tzv. svědecké vrcholy – Ďáblův vrch (Devil's Peak) a Lví hlavu (Lion's head).

## Geologie
Vrcholová část Stolové hory sestává z ordovického křemene a pískovce, obvykle označovaného jako Table Mountain Sandstone (TMS), který je vysoce odolný proti erozi a tvoří charakteristické strmé šedé útesy. Pod pískovcem je vrstva slídnaté staré břidlice. Spodní pásmo se skládá ze silně zvrásněné a přeměněné předprvohorní Malmesburyho břidlice. Podložní hornina není tak odolná proti zvětrávání jako TMS.

## Turismus
Po zelených svazích Stolové hory, které jsou zčásti pokryty křovinami vede kolem 400 stezek. V roce 1929 byla vybudována lanová dráha, která na vrchol plošiny vyveze ročně kolem 500 tisíc lidí. Spodní stanice lanovky leží ve výšce 302 m a jmenuje se Tafelberg Road. Na vrcholu plošiny se rovněž nachází velká retranslační stanice s výhledem a restaurace s obchodem (suvenýry). Strmá úbočí hory nabízejí vyžití také horolezcům, kteří zde mohou nalézt mnoho cest různých obtížností.

## Historie
Na Stolové hoře byla archeologickými nálezy doložena přítomnost člověka již před 600 lety. V době evropských zámořských plaveb se hora stala významným orientačním místem pro mořeplavce. Portugalec António de Saldanha roku 1503 vystoupil na horu jako první Evropan a vztyčil zde kříž. Francouzský astronom Nicolas de Lacaille pojmenoval podle hory souhvězdí Tabulová hora.

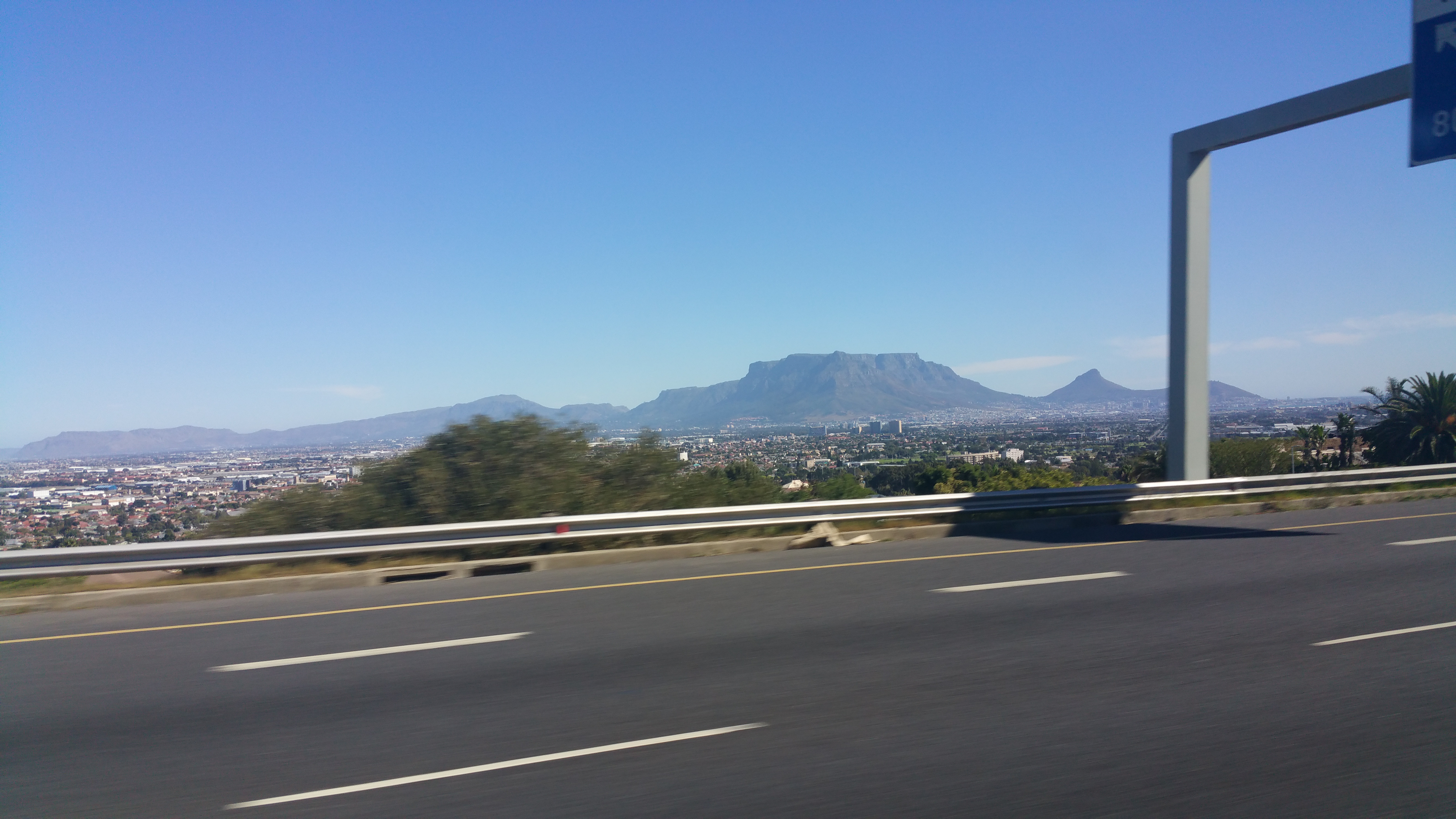
Panoráma Table Mountain